# Tonaki
Tonaki (jap. 渡名喜村 Tonaki-son) – wieś w Japonii, w prefekturze Okinawa, na wyspie Tonaki-jima. Według danych na rok 2020 miejscowość zamieszkiwało 1 285 mieszkańców , a gęstość zaludnienia wyniosła 89,4 os./km².